# 上行寺 (横浜市)
上行寺（じょうぎょうじ）は、神奈川県横浜市金沢区六浦にある日蓮宗の寺院。山号は六浦山。旧本山は中山法華経寺。

## 歴史
六浦上行寺は、日祐開山、六浦妙法開基の日蓮宗寺院。改宗以前は弘法大師開創の真言宗金勝寺であったといわれる。日蓮が下総から六浦津を経て鎌倉入りする際の船中で、乗り合わせた千葉氏の重臣・富木常忍を折伏して有力な信徒を獲得し、ここに着岸したことから「船中問答の霊場」と呼ばれる。
南北朝時代初期、六浦の豪族であった六浦妙法（荒井妙法）が自邸を寺院として下総国中山法華経寺3世の日祐に寄進し、自ら開基となって上行寺を開いた。日祐が書写した日蓮の『観心本尊抄』の写本の奥書には、建武4年（1337年）に「六浦坊」において書写したという記載があり、これが上行寺の前身であろうと考えられる。上行寺本堂前にある妙法の石塔には文和2年（1353年）の刻銘があり、妙法はその頃死去したものと見られる。
什宝には、日祐の筆になる康安元年（1361年）の紙本墨書題目曼荼羅と、日祐の題目本尊を木板に刻み、漆塗金泥で仕上げた応安3年（1370年）の板曼荼羅がある（共に横浜市指定文化財）。板曼荼羅の下部および裏面には100名をこえる奉加者の名前が刻まれており、鎌倉の外港として栄えた六浦津の法華信徒の求めに応じて本尊として造立されたもので、日蓮宗の板曼荼羅の古い作例としても注目される。応安6年（1373年）の日祐譲状（法華経寺文書）では「武州六浦上行寺」が日尊に譲与されており、このころには寺号が定まっていたことが確かめられる。応永13年（1406年）には日蓮の木像（横浜市指定文化財）が造立され、納入された法華経および書写目録には十数名の僧侶の名が記されており、上行寺がかなりの規模をそなえた日蓮宗寺院に成長していたことを示す。
開基の六浦妙法は、称名寺の仁王像を独りでかついで身延山に寄進したという強力伝説で知られ、「日荷上人」という称号で足腰の守護神として身延山久遠寺ほか各地の日蓮宗寺院に祭られている。中山法華経寺に伝わる日祐自筆の記録（「一期所修善根記録」）によれば、妙法は正しくは六浦平次郎景光といい、出家して妙法と名乗った。上行寺の創建だけでなく、法華経寺に仏像（釈迦・四菩薩）を寄進し、身延山久遠寺には多宝塔を造立している。妙法は、莫大な財産をもつ六浦津の長者のひとりとして内乱期の六浦津の経済活動を支えながら、初期の日蓮宗教団の有力な外護者の役割を果たした。
関東大震災によって倒壊するまで、上行寺には本堂と祖師堂があり、日蓮宗中山門流の古刹としての格式をそなえ、また足腰の守護神としての日荷上人に対する民間信仰で栄えた。上行寺の東側に続く山稜には、古くからやぐらが密集することで知られていたが、1984年ごろから開発のため発掘調査が実施され、大規模な岩窟（やぐら）群と寺院遺跡が発見され、おびただしい石塔と人骨が出土した。この遺跡は「上行寺東遺跡」（行政的には「上行寺東やぐら群遺跡」）と呼ばれ、地元住民・学会・研究者による大規模な保存運動が巻き起こったが、マンション開発のためほとんど削平され、消滅した。

## 境内
船着場に近い場所に位置していたことから「舟繋ぎの松」の跡がある。

## 文化財
日祐筆 題目曼荼羅・同 板曼荼羅・石造宝篋印塔（文和元年（1352年）銘）・木造日蓮上人坐像 附法華経・書写目録(以上横浜市指定有形文化財)・石造宝塔（文和2年（1353年）銘、六浦妙法墓塔）・榧樹（伝妙法手植）